# Венеційський арсенал (Гувія)
Венеційський арсенал у Гувії — верфі, збудовані Венеційською Республікою під час її правління над островом Керкіра (Корфу), Греція. Він був розташований на західній частині «затоки Говіно», нинішнє місце розташування сучасного села Гувія.

## Історія
Арсенал був побудований у 1716 році як частина оборони проти османів. Він був покинутий венеційцями в 1798 році, коли Венеційська республіка припинила своє існування.

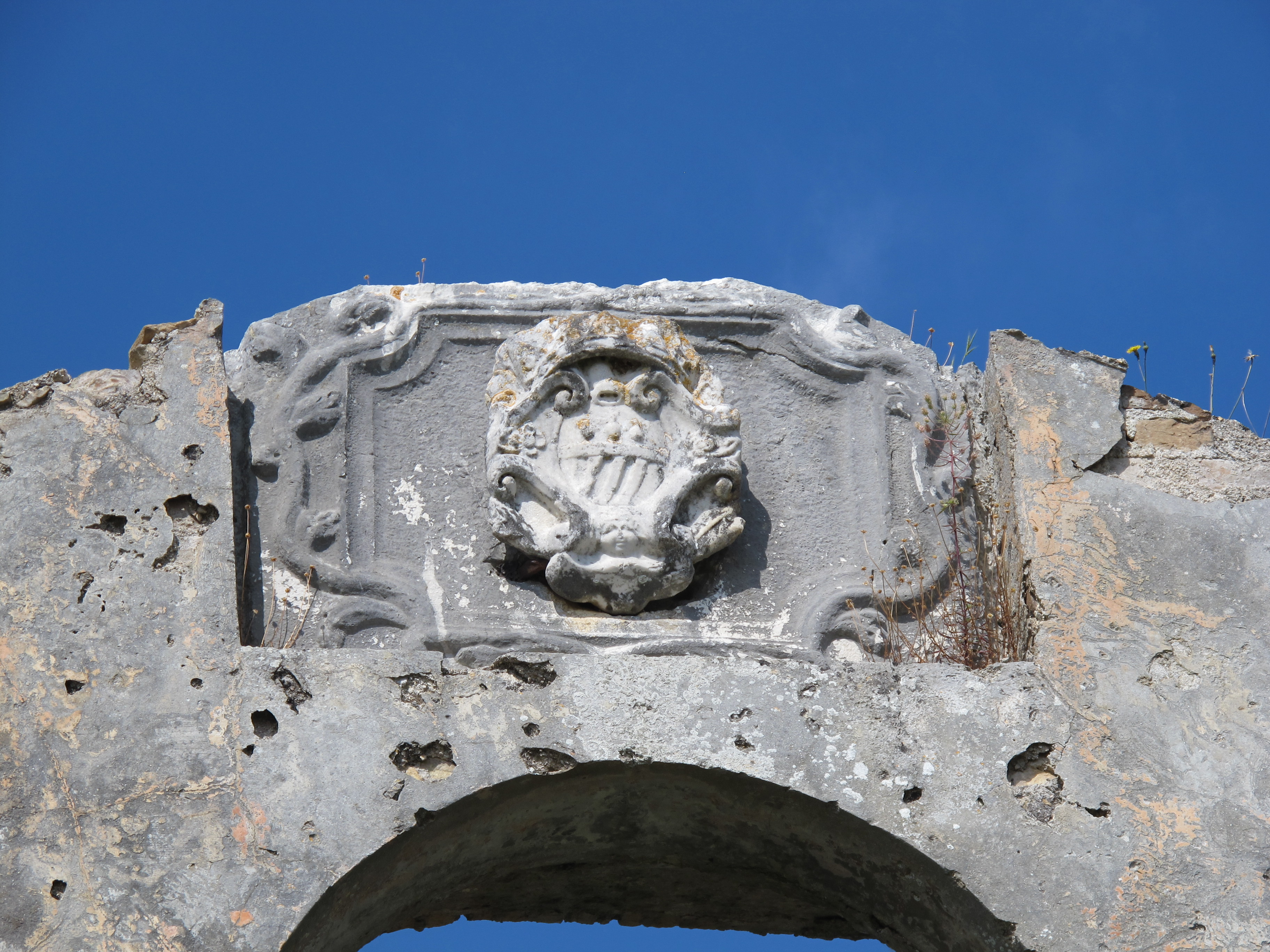

Після другої великої облоги Корфу османами у 1716 р. венеційці, в рамках свого посилення укріплень Керкіри, побудували арсенал для обслуговування своїх кораблів, які використовували бухту як порт. Окрім стратегічного значення, це місце розташувувалось поблизу лісистих територій, що могло забезпечити високоякісну деревину для ремонту суден.
Верф у Гувії був частиною мережі венеційських арсеналів та військово-морських баз у Греції, включаючи верфі в Егейському морі, Епірі, Пелопоннесі, Королівстві Кандія (сучасний Крит) і навіть самій Венеції. Крім Керкіри, такі місця в Греції включали Метоні, Короні, Халкіді, Превезі, Ханьї.

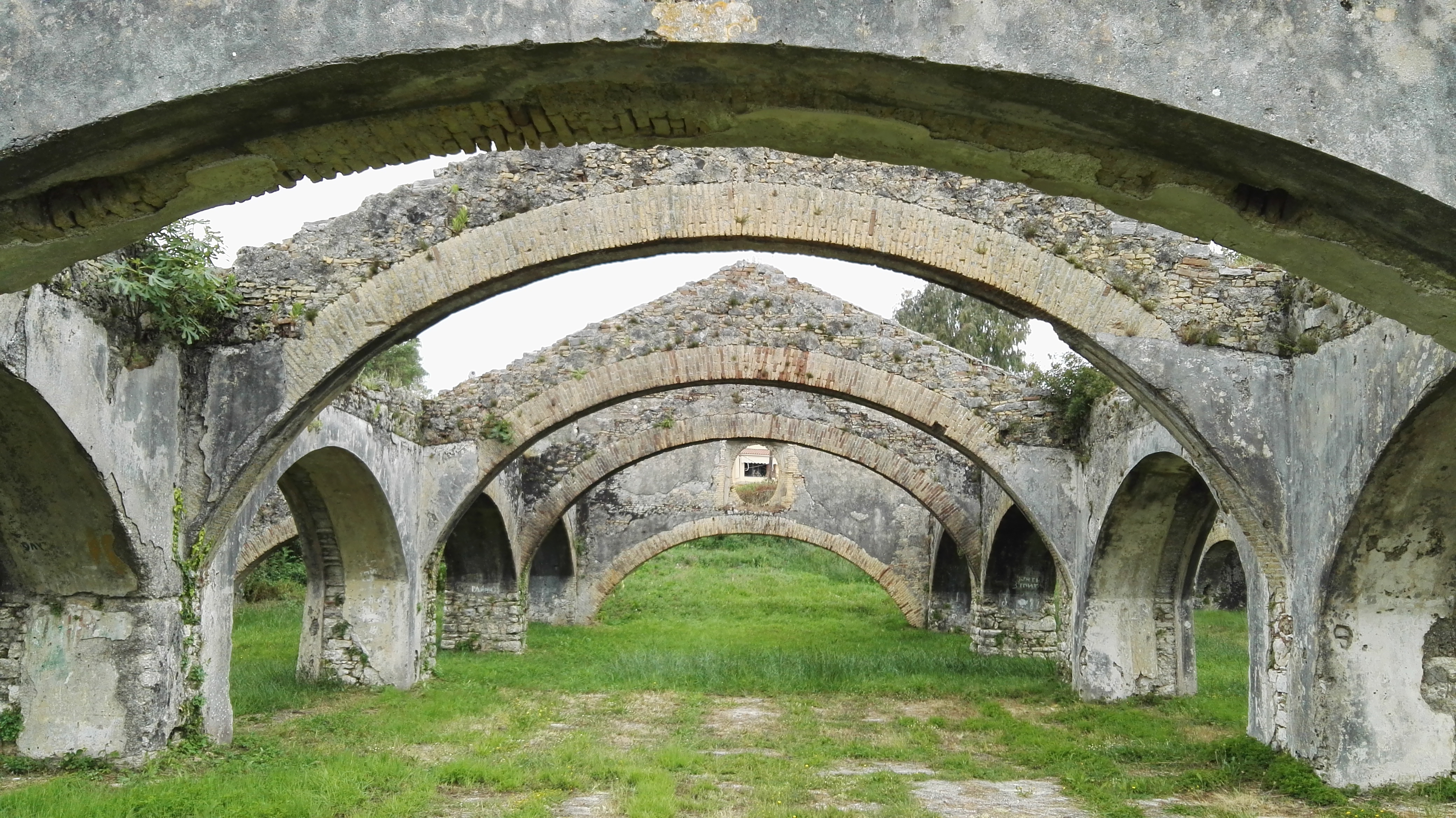
Арки

Арсенал у Гувії повинен був використовуватися для ремонту суден взимку після повернення флоту зі свого щорічного походу в мирний час. Однак, венеційський сенат занепокоєний перспективою створення арсеналу в безпосередній близькості до Венеції, який потенційно міг би конкурувати з центральним арсеналом у Венеції. З метою захисту привілеїв останнього, сенат обмежив ремонтні роботи на Корфу лише базовим обслуговуванням, таким як очищення та ущільнення. Багато капітанів замість того, щоб відремонтувати пошкоджені кораблі в арсеналі, вирішили затопити їх.
З плином часу кількість суден, які обслуговувались у цьому місці, зменшувалася. Використання верфі було остаточно припинено, коли 18 жовтня 1798 р. був укладений Кампо-Формійський мир, який поклав край Венеційській Республіці та венеційському пануванню над Керкірою, яке тривало понад 400 років.
Адмірал Ушаков висадив свої війська на місці арсеналу і створив там військовий табір під час облоги Корфу в 1798 році. Арсенал також функціонував як база для французів у 1917–1818 рр.

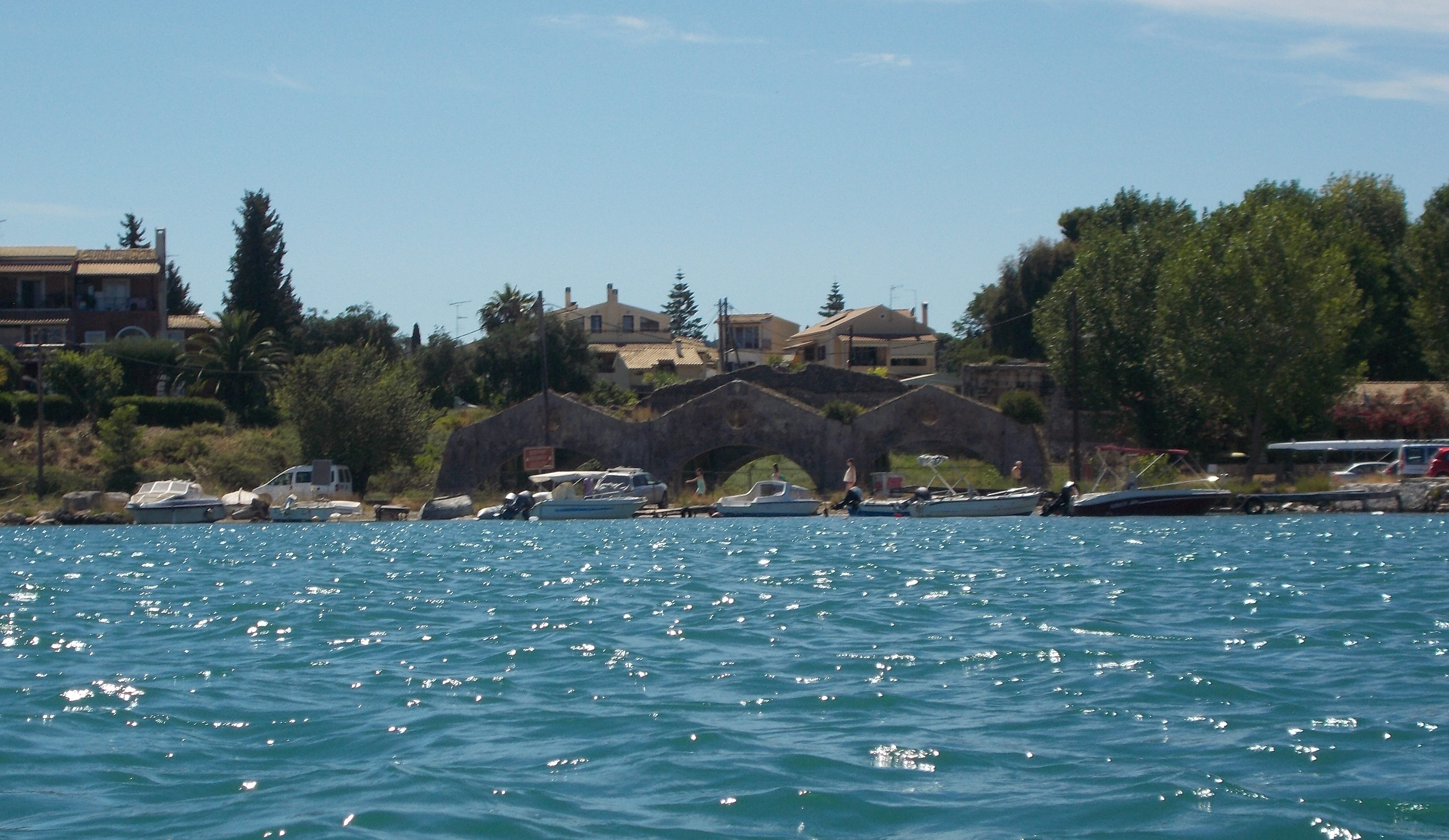
Вигляд на арсенал зі сторони бухти

## Руїни
Залишки старого арсеналу досі існують у затоці Гувія і знаходяться приблизно в 8 км від міста Керкіра. Руїни знаходяться за сучасною пристанню порту Гувія і відокремлені від неї залізною огорожею.
Збереглися три арочні доки, які використовувались для обслуговування двох флотів, які розміщувалися на Корфу. Стовпи, стіни та арки арсеналу є майже неушкодженими, але дах відсутній.

## Відновлення
У 2011 році регіональний директорат Іонічних островів подав до Міністерства культури Греції план збереження та розвитку руїн. Пропозиція включала плани реконструкції пам'ятки, які складалися з фотографій, історичного аналізу структури та діаграм. Дослідження фінансувалося за допомогою регіональної програми фінансування Європейського Союзу Interreg III Греція-Італія.
У 2017 році регіональний директорат Іонічних островів схвалив суму 500 000 євро на «реабілітацію та просування венеційського арсеналу в Гувії». Ці проєкти є першими на Іонічних островах у 2014—2020 фінансових роках, і вони фінансувалися Європейським фондом регіонального розвитку (ЄФРР) та грецьким урядом.